# Anton Jež
Anton Jež, slovenski strojni inženir, * 9. julij 1925, Ljubljana, † 20. april 2021, Ljubljana.
Preživel je internacijo v več nemških koncentracijskih taboriščih. Po vojni je postal strojni inženir, v kasnejših letih pa je nastopal kot pričevalec o dogajanju v taboriščih.

## Življenje in delo
Aprila leta 1944 je bil kot aktivist Osvobodilne fronte interniran v koncentracijsko taborišče Dachau. Po mesecu karantene so ga 15. maja 1944 premestili v delovno komando taborišča KZ Neuaubing-Germering, v predmestju Münchna. Tam so ujetniki (med 300 delavci je bila šestina Slovencev) gradili za podjetje Dornier-Werke bunkerje in zaklonišča v relativno dobrih delovnih in higienskih pogojih in dobro prehranjeni. Od podjetja so dobivali celo cigarete, iz domovine pa nedotaknjene pakete hrane. Julija 1944 so doživeli dve hudi zavezniški bombardiranji. Septembra so preživele poslali v enomesečno karanteno v Dachau, oktobra 1944 pa so skupino 600 prisilnih delavcev, med njimi 55 Slovencev, prepeljali v KZ Überlingen ob Bodenskem jezeru. V tem taborišču smrti, ki so ga je vodil strogi, arogantni in krvoželjni oficir SS Georg Grünberg in je bilo pod posebnim režimom, so zaporniki v nečloveških razmerah kopali podzemne rove za nemško vojaško industrijo in ob stradanju ter boleznih umirali. Ranjence, ki jih je zdravnica poslala v bolnišnico, so kar postrelili. 12 od 55 Slovencev je umrlo v taboriščih Dachau, Neuaubigen, Germering, Überlingen, Saulgau ali  Allach, od tega v Überlingnu eden kot žrtev letalskega bombardiranja, eden je napravil samomor, deset pa zaradi pomanjkanja hrane, poškodb, fizične izčrpanosti ali bolezni. Slovenci so si pomagali, zato je bilo žrtev relativno malo. Aprila 1945 so Nemci preživele odpeljali v taborišče Allach, tega pa so 30. aprila 1945 osvobodili Američani.
Po vojni se je vpisal na Strojno fakulteto v Ljubljani in leta 1952 diplomiral iz kotlovne tehnike. Specializiral se je za tudi za ortotiko in bil zaposlen v letih 1953 do 1955 v Ortopedskem podjetju Soča. Z izdelavo ortopedskih pripomočkov se je med obema vojnama ukvarjal že njegov oče. Kasneje je bil zaposlen v podjetju IBE-Elektroprojekt kot vodilni strojni inženir.
Ob 50-letnici osvoboditve se je leta 1995 začel udeleževati spominskih slovesnosti v Überlingnu. Skupaj s sinom, poklicnim fotografom Dušanom je organiziral obiske slovenskih in nemških šol in predaval o taboriščnih izkušnjah, nastopal kot govornik in v samozaložbi objavljal knjižice vojnih spominov. Leta 1995 sta pripravila za objavo Taboriščni tarok, spominske igralne karte, ki jih je v taborišču naslikal sojetnik arhitekt Boris Kobe. Scenam iz življenja v koncentracijskih taboriščih Dachau, Überlingen in Allach je Anton dodal izčrpne razlage. Karte sta razstavljala po nemških in drugih evropskih mestih ter v Sloveniji. Odmevni sta bili razstavi v Evropskem parlamentu v Bruslju leta 2005 in v Spominskem centru KZ Dachau leta 2007. 
Leta 2011 sta s pisateljem Borisom Pahorjem o taboriščih predavala dijakom Elektrotehniško-računalniške strokovne šole in gimnazije na Vegovi ulici v Ljubljani. Pričevanji sta Anton in Dušan Jež izdala v samozaložbi. 2019 sta nastopila na konferenci Entgrenzte Erinnerung, ki sta jo o problematiki predstavitev nacističnih taborišč na otoku Mainau pripravili Anne-Berenike Rothstein z Univerze v Konstanci in Gabriele Hammermann iz Spominskega centra KZ Dachau. V rovih nekdanjega delovišča KZ Überlingen so 26. januarja 2019 predvajali dokumentarni film s pričanji Antona in Dušana Ježa, posnet v Ljubljani avgusta 2018.
Nisem noben pisatelj, sem priča - samo priča, in poročam o dogodkih.
Leta 2012 je Anton Jež v Ljubljani od nemškega veleposlanika prejel častni križec za zasluge Zvezne republike Nemčije (Bundesverdienstkreuz). Priznanje je predlagalo nemško zgodovinsko združenje (Verein Dokumentationsstätte Goldbacher Stollen und KZ Aufkirch in Überlingen e. V.) pod vodstvom Oswalda Burgerja, ki je Ježa ves čas podpiralo. Med zaslugami je navedeno, da so bila njegova pričevanja vir raziskovalnih nalog nemških srednješolcev in študentov o taborišču. Anton Jež je bil dolgo tudi častni ambasador Muzeja Novejše zgodovine Slovenije v Ljubljani.
Umrl je kot zadnji preživeli interniranec taborišča Überlingen.